# Saison 1935-1936 du Stade rennais UC
Maillots
Chronologie
Saison précédente Saison suivante
La saison 1935-1936 du Stade rennais Université Club débute le 25 août 1935 avec la première journée du Championnat de France de Division 1, pour se terminer le 24 mai 1936 avec la dernière journée de cette même compétition.
Le Stade rennais UC est également engagé en Coupe de France.

## Résumé de la saison
Pour la troisième saison consécutive, Josef Schneider est aux commandes de l'équipe première. Le club effectue un recrutement limité, sachant qu'il doit faire avec des difficultés financières. Il perd donc plusieurs de ses anciens titulaires, au rang desquels Georges Sefelin, Raymond Cauet ou Julien Dominique. Une triplette composée de Bernasconi, Cahours et Volante prend elle la direction de l'Olympique lillois. Dans le même temps, Walter Kaiser est indisponible sur blessure toute la saison, après une fracture de la cheville contractée lors d'un match en avril 1935, quand Walter Vollweiler, toujours convalescent, ne réapparaît que fin décembre 1935.
La saison est donc bien compliquée pour le Stade rennais, qui se battra constamment contre la relégation. Celle-ci se profile sérieusement à la sortie de l'hiver, mais une série de cinq matches sans défaites viendra sauver le club en fin de saison. Les "Rouge et Noir" n'auront eu que peu l'occasion de se réjouir, avec plusieurs défaites extrêmement lourdes concédées à l'extérieur (un 1-7 à Marseille, un 0-6 à Cannes et un 0-8 à Strasbourg notamment).
La Coupe de France ne permet pas de sauver la saison, l'équipe se faisant éliminer dès les huitièmes de finale après avoir sorti le Stade quimpérois et l'Olympique d'Antibes aux tours précédents.

## Transferts en 1935-1936
| Nom                    | Nationalité     | Provenance/Destination    |
| Arrivées               |                 |                           |
| Georg Braun            | Autriche        | Wiener AC                 |
| Maurice Castro         | France          | US Tunisienne             |
| Édouard Fitoussi       | France          | US Tunisienne             |
| Antoine Lopez          | France          | US Tourcoing              |
| Josef Mayboeck         | Autriche        | First Vienna FC           |
| René Villacampa        | France          | SC Nîmes                  |
| Georges Belliard       | France          | Stade dinannais           |
| Paul Le Guerrier       | France          | Stade rennais UC amateurs |
| Départs                |                 |                           |
| Attilio Bernasconi     | Argentine       | Olympique lillois         |
| Alexandre Cahours      | France          | Olympique lillois         |
| Raymond Cauet          | France          | FC Nancy                  |
| Julien Dominique       | France          | Red Star Olympique        |
| Georges Séfelin        | Tchécoslovaquie | SC Fives                  |
| Carlos Volante         | Argentine       | Olympique lillois         |
| George William Scoones | Angleterre      | Stade rennais UC amateurs |

## L'effectif de la saison
| Poste¹ | Nat.² | Nom                           | Naissance        | Sélection³ | Championnat | Championnat | Coupe France | Coupe France | Total Saison | Total Saison |
| Poste¹ | Nat.² | Nom                           | Naissance        | Sélection³ | M           | But inscrit | M            | But inscrit  | M            | But inscrit  |
| ------ | ----- | ----------------------------- | ---------------- | ---------- | ----------- | ----------- | ------------ | ------------ | ------------ | ------------ |
| G      | FRA   | William Bambridge             | 23 juin 1911     | -          | 27          | 0           | 3            | 0            | 30           | 0            |
| A      | FRA   | René Barlemann                | 3 mai 1910       | -          | 23          | 3           | 2            | 2            | 25           | 5            |
| G      | FRA   | Georges Belliard              | 14 avril 1915    | -          | 1           | 0           | 0            | 0            | 1            | 0            |
| A      | FRA   | Georges Boccon                | ?                | -          | 18          | 2           | 3            | 2            | 21           | 4            |
| M      | AUT   | Georg Braun                   | 22 février 1907  | A          | 28          | 0           | 3            | 0            | 31           | 0            |
| A      | FRA   | Maurice Castro                | 1er août 1914    | -          | 19          | 6           | 2            | 0            | 21           | 6            |
| A      | FRA   | André Chauvel                 | 29 juillet 1909  | B          | 27          | 6           | 1            | 0            | 28           | 6            |
| G      | FRA   | Jean Collet                   | 21 juin 1911     | -          | 2           | 0           | 0            | 0            | 2            | 0            |
| D      | FRA   | Édouard Fitoussi              | ?                | -          | 2           | 0           | 0            | 0            | 2            | 0            |
| M      | FRA   | Gaston Gardet                 | 2 avril 1913     | B          | 14          | 0           | 0            | 0            | 14           | 0            |
| A      | ALL   | Walter Kaiser                 | 2 novembre 1907  | -          | 0           | 0           | 0            | 0            | 0            | 0            |
| M      | FRA   | Jean Laurent                  | 30 décembre 1906 | A          | 26          | 1           | 3            | 0            | 29           | 1            |
| A      | FRA   | Paul Le Guerrier              | 14 mars 1918     | -          | 8           | 1           | 0            | 0            | 8            | 1            |
| M      | FRA   | Robert Le Moal                | 1er octobre 1903 | B          | 3           | 0           | 0            | 0            | 3            | 0            |
| A      | FRA   | Antoine Lopez                 | 30 mai 1911      | -          | 16          | 2           | 3            | 1            | 19           | 3            |
| A      | AUT   | Josef Mayboeck                | ?                | -          | 13          | 10          | 1            | 1            | 14           | 11           |
| D      | AUT   | Franz Pleyer                  | 23 février 1911  | -          | 30          | 0           | 3            | 0            | 33           | 0            |
| D      | FRA   | Georges Rose                  | 30 avril 1910    | A          | 26          | 2           | 3            | 0            | 29           | 2            |
| A      | FRA   | Joseph Rouxel                 | 27 avril 1910    | -          | 9           | 1           | 1            | 0            | 10           | 1            |
| M      | AUT   | Josef Schneider               | 1901             | -          | 5           | 0           | 1            | 0            | 6            | 0            |
| M      | FRA   | Adolphe Touffait dit Delourme | 20 mars 1907     | A          | 7           | 0           | 1            | 0            | 8            | 0            |
| M      | FRA   | René Villacampa               | 6 avril 1914     | -          | 13          | 0           | 2            | 0            | 15           | 0            |
| A      | ALL   | Walter Vollweiler             | 17 avril 1912    | -          | 13          | 8           | 1            | 0            | 14           | 8            |

- 1 : G, Gardien de but ; D, Défenseur ; M, Milieu de terrain ; A, Attaquant
- 2 : Nationalité sportive, certains joueurs possédant une double-nationalité
- 3 : sélection la plus élevée obtenue

## Équipe-type
Il s'agit de la formation la plus courante rencontrée en championnat.

## Les rencontres de la saison

### Liste
| Match | Date          | Compétition     | Tour        | Adversaire   | Lieu | Score | Class. | Buteurs pour le Stade rennais |
| ----- | ------------- | --------------- | ----------- | ------------ | ---- | ----- | ------ | ----------------------------- |
| 1     | 25 août       | Division 1      | 1           | Fives        | E    | 3–1   | 4      | Rouxel Barlemann + (csc)      |
| 2     | 1er septembre | Division 1      | 2           | Cannes       | D    | 1–3   | 10     | Castro                        |
| 3     | 8 septembre   | Division 1      | 3           | Sète         | E    | 2-4   | 12     | Mayboeck Chauvel              |
| 4     | 15 septembre  | Division 1      | 4           | Strasbourg   | D    | 2–0   | 11     | Rose                          |
| 5     | 22 septembre  | Division 1      | 5           | RC Paris     | E    | 0–4   | 13     |                               |
| 6     | 29 septembre  | Division 1      | 6           | Sochaux      | D    | 1-1   | 13     | Lopez                         |
| 7     | 6 octobre     | Division 1      | 7           | Marseille    | E    | 1–7   | 14     | Barlemann                     |
| 8     | 13 octobre    | Division 1      | 8           | Mulhouse     | D    | 5–1   | 12     | Lopez Mayboeck Chauvel        |
| 9     | 20 octobre    | Division 1      | 9           | Lille        | E    | 0–0   | 12     |                               |
| 10    | 3 novembre    | Division 1      | 10          | Antibes      | D    | 2–1   | 11     | Castro                        |
| 11    | 17 novembre   | Division 1      | 11          | Valenciennes | E    | 1–3   | 13     | Castro                        |
| 12    | 24 novembre   | Division 1      | 12          | Metz         | E    | 0-2   | 13     |                               |
| 13    | 8 décembre    | Division 1      | 13          | Roubaix      | D    | 2-2   | 14     | Boccon Mayboeck               |
| 14    | 15 décembre   | Coupe de France | 1/32 finale | Quimper      | E    | 4-2   | 4-2    | Barlemann Boccon Mayboeck     |
| 15    | 22 décembre   | Division 1      | 14          | Red Star     | E    | 1–0   | 12     | Vollweiler                    |
| 16    | 25 décembre   | Division 1      | 15          | Alès         | D    | 2–0   | 10     | Boccon Chauvel                |
| 17    | 5 janvier     | Coupe de France | 1/16 finale | Antibes      | N    | 2-0   | 2-0    | Barlemann Lopez               |
| 18    | 19 janvier    | Division 1      | 16          | Fives        | D    | 2-3   | 11     | Barlemann Vollweiler          |
| 19    | 26 janvier    | Division 1      | 17          | Cannes       | E    | 0-6   | 13     |                               |
| 20    | 2 février     | Coupe de France | 1/8 finale  | Roubaix      | N    | 0-2   | 0-2    |                               |
| 21    | 16 février    | Division 1      | 18          | Sète         | D    | 1–0   | 12     | Mayboeck                      |
| 22    | 23 février    | Division 1      | 19          | Strasbourg   | E    | 0–8   | 13     |                               |
| 23    | 15 mars       | Division 1      | 20          | RC Paris     | D    | 0–3   | 13     |                               |
| 24    | 22 mars       | Division 1      | 21          | Sochaux      | E    | 0-2   | 15     |                               |
| 25    | 29 mars       | Division 1      | 22          | Marseille    | D    | 1–1   | 15     | Vollweiler                    |
| 26    | 5 avril       | Division 1      | 23          | Mulhouse     | E    | 2–2   | 14     | Chauvel Le Guerrier           |
| 27    | 12 avril      | Division 1      | 24          | Lille        | D    | 1-1   | 14     | Vollweiler                    |
| 28    | 19 avril      | Division 1      | 25          | Antibes      | E    | 1–3   | 14     | Vollweiler                    |
| 29    | 26 avril      | Division 1      | 26          | Valenciennes | D    | 1–1   | 14     | Laurent                       |
| 30    | 3 mai         | Division 1      | 27          | Metz         | D    | 2-0   | 12     | Vollweiler Chauvel            |
| 31    | 10 mai        | Division 1      | 28          | Roubaix      | E    | 1–1   | 12     | Vollweiler                    |
| 32    | 17 mai        | Division 1      | 29          | Red Star     | D    | 3-0   | 11     | Vollweiler Castro + (csc)     |
| 33    | 24 mai        | Division 1      | 30          | Alès         | E    | 6–2   | 10     | Mayboeck Castro               |

1. ↑  N : terrain neutre ; D : à domicile ; E : à l'extérieur ; drapeau : pays du lieu du match international

## Bilan des compétitions
| Compétition     | Vainqueur final | Débute au tour | Place ou tour final | Première rencontre | Dernière rencontre | Nombre |
| --------------- | --------------- | -------------- | ------------------- | ------------------ | ------------------ | ------ |
| Division 1      | RC Paris        | 1re journée    | 10e                 | 25 août 1935       | 24 mai 1936        | 30     |
| Coupe de France | RC Paris        | 1/32 de finale | 1/8 de finale       | 15 décembre 1935   | 2 février 1936     | 3      |

### Division 1

#### Classement
| Rang | Équipe               | Pts | J  | G  | N | P  | Bp | Bc | Diff |
| ---- | -------------------- | --- | -- | -- | - | -- | -- | -- | ---- |
| 7    | Sète                 | 32  | 30 | 14 | 4 | 12 | 49 | 48 | +1   |
| 8    | Fives                | 31  | 30 | 14 | 3 | 13 | 51 | 41 | +10  |
| 9    | Excelsior de Roubaix | 31  | 30 | 13 | 5 | 12 | 65 | 56 | +9   |
| 10   | Rennes               | 28  | 30 | 10 | 8 | 12 | 44 | 62 | -18  |
| 11   | Metz                 | 27  | 30 | 12 | 3 | 15 | 54 | 69 | -15  |
| 12   | Antibes              | 25  | 30 | 10 | 5 | 15 | 47 | 68 | -21  |
| 13   | Mulhouse             | 22  | v0 | 8  | 6 | 16 | 53 | 89 | -36  |

#### Résultats
| Total  | Total  | Total | Total | Total | Total | Total | Total | Domicile | Domicile | Domicile | Domicile | Domicile | Domicile | Extérieur | Extérieur | Extérieur | Extérieur | Extérieur | Extérieur |
| Matchs | Points | V     | N     | D     | BP    | BC    | Diff. | V        | N        | D        | BP       | BC       | Diff.    | V         | N         | D         | BP        | BC        | Diff.     |
| ------ | ------ | ----- | ----- | ----- | ----- | ----- | ----- | -------- | -------- | -------- | -------- | -------- | -------- | --------- | --------- | --------- | --------- | --------- | --------- |
| 30     | 28     | 10    | 8     | 12    | 44    | 62    | -18   | 7        | 5        | 3        | 26       | 17       | +9       | 3         | 3         | 9         | 18        | 45        | -27       |

#### Résultats par journée
| Journée   | 01 | 02 | 03 | 04 | 05 | 06 | 07 | 08 | 09 | 10 | 11 | 12 | 13 | 14 | 15 | 16 | 17 | 18 | 19 | 20 | 21 | 22 | 23 | 24 | 25 | 26 | 27 | 28 | 29 | 30 |
| --------- | -- | -- | -- | -- | -- | -- | -- | -- | -- | -- | -- | -- | -- | -- | -- | -- | -- | -- | -- | -- | -- | -- | -- | -- | -- | -- | -- | -- | -- | -- |
| Terrain   | E  | D  | E  | D  | E  | D  | E  | D  | E  | D  | E  | E  | D  | E  | D  | D  | E  | D  | E  | D  | E  | D  | E  | D  | E  | D  | D  | E  | D  | E  |
| Résultats | V  | D  | D  | V  | D  | N  | D  | V  | N  | V  | D  | D  | N  | V  | V  | D  | D  | V  | D  | D  | D  | N  | N  | N  | D  | N  | V  | N  | V  | V  |
| Points    | 2  | 2  | 2  | 4  | 4  | 5  | 5  | 7  | 8  | 10 | 10 | 10 | 11 | 13 | 15 | 15 | 15 | 17 | 17 | 17 | 17 | 18 | 19 | 20 | 20 | 21 | 23 | 24 | 26 | 28 |
| Place     | 4  | 10 | 12 | 11 | 13 | 13 | 14 | 12 | 12 | 11 | 13 | 13 | 14 | 12 | 10 | 11 | 13 | 12 | 13 | 13 | 15 | 15 | 14 | 14 | 14 | 14 | 12 | 12 | 11 | 10 |

Source : Liste des rencontres

Terrain : D = Domicile ; E = Extérieur. Résultat: D = Défaite ; N = Nul ; V = Victoire.